# Гимназия Иоганнеум (Люнебург)
Гимназия Иоганнеум (нем. Johanneum Lüneburg) — муниципальная гимназия в ганзейском городе Люнебург (земля Нижняя Саксония), являющаяся самой старой школой города; была основана в 1406 году как церковно-приходская школа при местной церкви Св. Иоанна; с 1978 года размещается в современном здании на улице Теодор-Хойс-штрассе. В 2018/2019 учебном году в Иоганнеуме обучалось 1100 учеников и работало 93 учителя.